# Brittany Andrews
Brittany Andrews (født Michelle Carmel Barry 13. august 1973 i Milwaukee, Wisconsin) er en amerikansk pornostjerne. Hun begyndte sin karriere som eksotisk danserinde, og mens hun boede i Texas blev hun populær som stripper efter at have fået rhinoplastik og brystimplantater; noget som hun nu offentligt har fortrudt.
Hun begyndte med at få taget billeder af sig til mandemagasiner, men flyttede videre til pornofilmindustrien efter at have mødtes med Jenna Jameson i 1995 under en fotoserie til Hustler på Jamaica. Hendes første film var Internal Affairs fra 1997, for hvilken hun blev nomineret til en AVN award.
Udover pornofilm er hun også vært i flere TV-shows, producerer selv et og har sit eget produktionsfirma, Britco Pictures i Los Angeles, Californien. Hun er selv aktiv på flere pornosider på internettet.

## Fodnoter
1. ↑  Luke Is Back interview